# Salvatore Ciulla
Salvatore Giuseppe Ciulla (Palermo, 22 agosto 1956) è un regista teatrale e direttore artistico italiano.

## Biografia
Allievo del maestro Orazio Costa , del quale è stato successivamente collaboratore, ha curato negli anni la regia di svariati spettacoli di prosa e lirica. Fondatore nel 1986 del Teatro Sant'Andrea  di Pisa e direttore artistico della fondazione Fondazione Istituto Dramma Popolare di San Miniato dal 2002 al 2012 , dal 2000 è direttore artistico di Certosa Festival. Durante la sua carriera ha condiviso la regia di importanti opere di prosa insieme a registi come Ugo Gregoretti e Pino Manzari. 
Si è impegnato fortemente per la riscoperta dell'opera della scrittrice Elena Bono di cui è stato grande amico e collaboratore.